# فرودگاه بینتولو
فرودگاه بینتولو (به انگلیسی: Bintulu Airport) (به زبان بومی: Lapangan Terbang Bintulu) یک فرودگاه همگانی مسافربری با کد یاتا BTU است که یک باند فرود آسفالت دارد و طول باند آن ۲۷۴۵ متر است. این فرودگاه در شهر بینتولو کشور مالزی قرار دارد و در ارتفاع ۲۳ متری از سطح دریا واقع شده‌است.

## شرکت‌های هواپیمایی و مقصدهای پروازی
| شرکت‌های هواپیمایی                 | مقصدهای پروازی                          |
| --------------------------------- | --------------------------------------- |
| ایرآسیا                           | کوالالامپور، کوچینگ                     |
| مالزی ایرلاینز                    | کوالالامپور                             |
| مالزی ایرلاینز اجرا توسط MASwings | کوتا کینابالو، کوچینگ، میری، موکا، سیبو |